# Сухопутні війська Сербії
Сухопутні війська Сербії (серб. Копнена војска Србије) — найчисленніший самостійний вид збройних сил Сербії, головний носій їх бойової могутності, призначений для ведення бойових дій переважно на суходолі. День сухопутних військ Сербії відзначається щорічно 16 листопада. У цей день в 1914 році розпочалася одна з найважливіших битв Першої світової війни — Битва біля Колубари. Штаб сухопутних військ знаходиться в місті Ниш. Сухопутні війська Сербії є одним з найбільших військових угрупувань серед країн Балканського півострова. Складається з близько 44-х тисяч осіб. Після призупинення обов'язкової військової служби 1 січня 2011 року війська складаються виключно з професіоналів і військових контрактної армії.

## Основні цілі
- Захист території країни;
- Створення умов для мобілізації і розвитку армії;
- Участь в міжнародних миротворчих місіях і військове співробітництво з іншими країнами;
- Боротьба з невійськовими викликами, ризиками і загрозами національній безпеці.
- Охорона державного кордону;
- Здійснення оперативного розгортання військ;
- Проведення демонстративних дій, навчань;
- Участь у спеціальних операціях;
- Ведення територіальної оборони у визначених зонах;
- Участь у заходах з ліквідації наслідків надзвичайних ситуацій природного та техногенного характеру.

## Структура
| Командування сухопутними військами                                                                                    |
| --- |
| Штаб-квартира: Ниш |
| - 3-й батальйон військової поліції - 5-й батальйон військової поліції - 246-й батальйон РХБЗ - 21-й батальйон зв'язку |

| 1-а Бригада | 2-а Бригада | 3-а Бригада | 4-а Бригада |
| --- | --- | --- | --- |
| Штаб-квартира: Новий Сад | Штаб-квартира: Кралево | Штаб-квартира: Ниш | Штаб-квартира: Вране |
| - 10-й командний батальйон - 11-й піхотний батальйон - 12-й артилерійський батальйон - 13-й артилерійський батальйон - 14-й артилерійський батальйон - 15-й танковий батальйон - 16-й механізований батальйон - 17-й механізований батальйон - 18-й інженерний батальйон - 19-й логістичний батальйон | - 20-й командний батальйон - 21-й піхотний батальйон - 22-й піхотний батальйон - 23-й артилерійський батальйон - 24-й артилерійський батальйон - 25-й зенітно-артилерійський батальйон - 26-й танковий батальйон - 27-й механізований батальйон - 28-й механізований батальйон - 29-й логістичний батальйон - 210-й інженерний батальйон | - 30-й командний батальйон - 31-й піхотний батальйон - 32-й піхотний батальйон - 33-й артилерійський батальйон - 34-й артилерійський батальйон - 35-й артилерійський батальйон - 36-й танковий батальйон - 37-й механізований батальйон - 38-й механізований батальйон - 39-й логістичний батальйон - 310-й інженерний батальйон | - 40-й командний батальйон - 41-й піхотний батальйон - 42-й піхотний батальйон - 43-й артилерійський батальйон - 44-й артилерійський батальйон - 45-й артилерійський батальйон - 46-й танковий батальйон - 47-й механізований батальйон - 48-й механізований батальйон - 49-й логістичний батальйон - 410-й інженерний батальйон |

| Змішана артилерійська бригада | Річна флотилія | Спеціальна бригада |
| --- | --- | --- |
| Штаб-квартира: Ниш | Штаб-квартира: Новий Сад | Штаб-квартира: Панчево |
| - Командний батальйон - Змішаний артилерійський батальйон - 1-й артилерійський батальйон - 2-й артилерійський батальйон - 3-й артилерійський батальйон - логістичний батальйон | - Командний батальйон - 1-а ескадра - 2-а ескадра - 1-й понтонний батальйон - 2-й понтонний батальйон - логістичний батальйон | - Командний батальйон - протитерористичний батальйон - батальйон військової поліції - 63-й десантний батальйон - 72-й розвідувальний батальйон |

## Спорядження і техніка сухопутних військ Сербії

### Стрілецьке озброєння
| Тип                   | Зображення | Патрон                    | Виробництво        | Призначення                           | Кількість | Примітки                                             |
| Пістолети             | Пістолети  | Пістолети                 | Пістолети          | Пістолети                             | Пістолети | Пістолети                                            |
| --------------------- | ---------- | ------------------------- | ------------------ | ------------------------------------- | --------- | ---------------------------------------------------- |
| Застава ЦЗ 99         |            | 9×19 мм Парабелум .40 S&W | Сербія             | Пістолет                              |           |                                                      |
| Пістолети-кулемети    |            |                           |                    |                                       |           |                                                      |
| M84 «Скорпіон»        |            | 7,65×17 мм                | Югославія          | Автомат                               |           | Лицензійний Vz. 61 «Скорпіон», виробництва «Застава» |
| Автомати              |            |                           |                    |                                       |           |                                                      |
| Застава М21           |            | 5,56×45 мм                | Сербія             | Автомат                               |           |                                                      |
| Застава M70           |            | 7,62×39 мм                | Югославія · Сербія | Автомат                               |           |                                                      |
| Снайперські гвинтівки |            |                           |                    |                                       |           |                                                      |
| Застава М76           |            | 7,92×57 мм                | Югославія · Сербія | Снайперська гвинтівка                 |           |                                                      |
| Застава M91           |            | 7,62×54 мм R              | Сербія             | Снайперська гвинтівка                 |           |                                                      |
| Застава M93           |            | 12,7×108 мм 12,7×99 мм    | Сербія             | Великокаліберна снайперська гвинтівка |           |                                                      |
| Кулемети              |            |                           |                    |                                       |           |                                                      |
| Застава M72           |            | 7,62×39 мм                | Югославія          | Легкий кулемет                        |           |                                                      |
| Застава M84           |            | 7,62×54 мм                | Югославія · Сербія | Єдиний кулемет                        |           |                                                      |
| Гранатомети           |            |                           |                    |                                       |           |                                                      |
| Застава М93           |            | 30х29 мм                  | Сербія             | Автоматичний гранатомет               |           |                                                      |

### Техніка
| Тип                       | Зображення | Виробництво      | Призначення                           | Кількість           | Примітки                                                                        |
| Танки                     | Танки      | Танки            | Танки                                 | Танки               | Танки                                                                           |
| ------------------------- | ---------- | ---------------- | ------------------------------------- | ------------------- | ------------------------------------------------------------------------------- |
| Т-72                      |            | СРСР             | Основний бойовий танк                 | 13                  |                                                                                 |
| М-84                      |            | Югославія        | Основний бойовий танк                 | 199                 |                                                                                 |
| Бронетехніка              |            |                  |                                       |                     |                                                                                 |
| М80                       |            | Югославія        | Бойова машина піхоти                  | 323                 |                                                                                 |
| BOV-VP                    |            | Югославія        | Бронетранспортер                      | 39                  | M-86                                                                            |
| БТР-50ПК/ПУ               |            | СРСР             | Бронетранспортер                      | інформація відсутня | Використовуються як командирські машини у танкових та механізованих батальйонах |
| БРДМ-2                    |            | СРСР             | бронеавтомобіль                       | 46                  |                                                                                 |
| Артилерія                 |            |                  |                                       |                     |                                                                                 |
| M-63 Plamen               |            | Югославія        | 128-мм РСЗВ                           | 18                  |                                                                                 |
| M-77 Oganj                |            | Югославія        | 128-мм РСЗВ                           | 60                  |                                                                                 |
| M-87 Orkan                |            | Югославія        | 262-мм РСЗВ                           | 3                   |                                                                                 |
| 2С1 «Гвоздика»            |            | СРСР             | 122-мм самохідна гаубиця              | 67                  |                                                                                 |
| М-46                      |            | СРСР             | 130-мм гармата                        | 18                  |                                                                                 |
| Д-30                      |            | Югославія        | 122-мм гаубиця                        | 78                  | Вироблялась за ліцензією у 1975—1986 роках.                                     |
| М84 «НОРА»                |            | Югославія        | 152-мм гармата-гаубиця                | 36                  |                                                                                 |
| M1                        |            | США              | 155-мм гаубиця                        | 66                  |                                                                                 |
| M65                       |            | Югославія        | 155-мм гаубиця                        | 6                   | копія американської M114A1                                                      |
| M-69                      |            | Югославія        | 82-мм міномет                         | 106                 |                                                                                 |
| M-74 M-75                 |            | Югославія        | 120-мм міномет                        | 57                  |                                                                                 |
| Протитанкова зброя        |            |                  |                                       |                     |                                                                                 |
| BOV-1                     |            | Югославія        | ПТКР                                  | 48                  | M-83, з ПТУР 3М14 «Малютка»                                                     |
| 9К11 «Малютка»            |            | Югославія        | ПТКР                                  | 99                  | Вироблялось за ліцензією у 1976—1991 роках.                                     |
| 9К111 «Фагот»             |            | Югославія        | ПТКР                                  | 69                  | Вироблялось за ліцензією у 1989—1991 роках.                                     |
| M79 «Оса»                 |            | Югославія        | 90-мм Ручний протитанковий гранатомет | 6                   |                                                                                 |
| M80 «Золя»                |            | Югославія        | 64-мм Ручний протитанковий гранатомет | інформація відсутня |                                                                                 |
| ПВО                       |            |                  |                                       |                     |                                                                                 |
| 2К12 «Куб»                |            | СРСР             | ЗРК                                   | 77                  |                                                                                 |
| Стріла-1М                 |            | СРСР             | ЗРК                                   | 12                  |                                                                                 |
| Стріла-10М                |            | СРСР             | ЗРК                                   | 5                   |                                                                                 |
| Стріла-2М                 |            | СРСР · Югославія | ПЗРК                                  | 8                   | Вироблялось за ліцензією у 1981—1991 роках.                                     |
| Ігла-1                    |            | СРСР             | ПЗРК                                  | 54                  |                                                                                 |
| Bofors L70                |            | Швеція           | Зенітна гармата                       | 36                  |                                                                                 |
| Спеціальна техніка        |            |                  |                                       |                     |                                                                                 |
| МТУ-55                    |            | СРСР             | Танковий мостоукладальник             | невелика кількість  |                                                                                 |
| Важкий механізований міст |            | СРСР             | Мостоукладальник                      | невелика кількість  |                                                                                 |
| M-84AI                    |            | Югославія        | БРЕМ                                  | невелика кількість  |                                                                                 |
| JVBT-55A                  |            | Чехословаччина   | БРЕМ                                  |                     | Локальна назва T-55TZI                                                          |

## Військові звання та відзнаки
| Категорії               | Генерали              | Генерали            | Генерали          | Генерали         | Старші офіцери | Старші офіцери | Старші офіцери | Молодші офіцери    | Молодші офіцери   | Молодші офіцери | Молодші офіцери    |
| ----------------------- | --------------------- | ------------------- | ----------------- | ---------------- | -------------- | -------------- | -------------- | ------------------ | ----------------- | --------------- | ------------------ |
|                         |                       |                     |                   |                  |                |                |                |                    |                   |                 |                    |
| Сербський відповідник   | Генерал               | Генерал потпуковник | Генерал мајор     | Бригадни генерал | Пуковник       | Потпуковник    | Мајор          | Капетан прве класе | Капетан           | Поручник        | Потпоручник        |
| Український відповідник | Генерал армії України | Генерал-полковник   | Генерал-лейтенант | Генерал-майор    | Полковник      | Підполковник   | Майор          | Капітан            | Старший лейтенант | Лейтенант       | Молодший лейтенант |

| Категорії               | Підофіцери           | Підофіцери | Підофіцери                | Підофіцери     | Підофіцери        | Підофіцери      | Рядові       | Рядові           | Рядові         | Рядові |
| ----------------------- | -------------------- | ---------- | ------------------------- | -------------- | ----------------- | --------------- | ------------ | ---------------- | -------------- | ------ |
|                         |                      |            |                           |                |                   |                 |              |                  |                | немає  |
| Сербський відповідник   | Заставник прве класе | Заставник  | Старији водник прве класе | Старији водник | Водник прве класе | Водник          | Млађи водник | Десетар          | Разводник      | Воjник |
| Український відповідник | Старший прапорщик    | Прапорщик  | немає                     | Старшина       | немає             | Старший сержант | Сержант      | Молодший сержант | Старший солдат | Солдат |